# 세이프넷
세이프넷(SafeNet,Inc)은 1983년에 설립된 글로벌 정보 보안 분야의 리더로 고객의 가장 중요하고 민감한 데이터를 보호한다. 세이프넷은 데이터 중심의 접근 방식을 통해 데이터 센터에서 클라우드 컴퓨팅에 이르는 고가치 정보를 라이프 사이클 전반에 걸쳐 보호한다. 전 세계 25,000 이상의 기업 및 정부 고객들이 세이프넷을 통해 중요 데이터를 보호 및 접근하며, 위험을 관리하고 규제 준수를 보장하면서 가상 및 클라우드 컴퓨팅 환경을 보호하고 있다.

## 소개
세이프넷은 1983년 미국 메릴랜드주 티모니움의 한 지하실에서 두 명의 국가 보안 기술자(NSA)가 설립한 Industrial Resource Engineering(IRE) 전문 기업이다. 이들 두 엔지니어는 암호화 기술을 사용하여 금융 기관의 공공 및 민영 네트워크를 암호화 기술로 보호하는 기업 네트워크 보안 솔루션을 판매하면서 이름을 알렸고, 이후 연방 정부 부문으로 영역을 확장해 나갔다. 그 후 IRE는 주요 투자자의 자금 지원과 고객의 인정을 통해2000년에는 VPN 제품으로 상을 수상하고, 2001년 공식 명칭을 SafeNet으로 개명하고 새롭게 면모를 갖추었다.
세이프넷은 전략적 인수와 합병을 통해 강력한 보안 기업으로 성장해왔다.
2004년 레인보우테크놀러지(Rainbow technologies)와의 합병을 통해 세계 7위의 글로벌 보안 기업으로 성장하고 호주의 에라콤 테크놀러지를 인수하면서 하드웨어 보안모듈(HSM: Hardware Security Module)과 하드웨어 및 파일 암호화 관련 포트폴리오를 강화했다. 2007년, 세이프넷은 기술 분야를 전문으로 하는 20억 달러 규모의 사모 투자 회사인 벡터 캐피탈에 의해 인수되었고 2008년에는 기업용 데이터 보호 및 프라이버시 보호용 솔루션인 잉그리언 테크놀러지(Ingrian Technologies)를 인수하여 장치, 애플리케이션, 네트워크, 데이터베이스에서 중요한 데이터의 보안을 확보할 수 있는 종합적인 기업 데이터 보호(EDP) 솔루션 제품군을 제공하는 최초의 기업이 되었다. 이어 2009년 3월에 이스라엘의 보안 전문 기업인 Aladdin을 인수하여 소프트웨어 저작권 관리(SRM: Software Rights Management)와 인증(Authentication)분야에서 글로벌 리더십을 강화하게 되었다. 인수 후의 회사는 세계 보안 시장에서 5번째 규모이며 정보 보안 솔루션 공급 업체로서는 3번째 규모이다.
정보 보안 분야의 글로벌 선도 업체인 세이프넷은 다양한 종류의 암호 기술을 통해 중요한 비즈니스 데이터, 커뮤니케이션, 금융거래, 디지털 신원을 보호하는 완벽한 보안 제품을 제공한다. 특히 두 가지 주요 분야, 기업 데이터 보호(EDP)및 소프트웨어 지적 재산 관리에 초점을 맞추고 있다. EDP 전략을 통해 효율적이고 관리가 용이한 데이터 암호화 기반을 제공함으로써 대규모 조직이 규정 준수 및 위험성 경감에 필요한 비용을 절감할 수 있도록 하며, 소프트웨어 지적 재산 관리 포트폴리오는 제품의 전 수명 주기 동안 소프트웨어 제품의 지적 재산권을 보호 및 관리하는 종합적 솔루션을 제공한다.
세이프넷은 전 세계 25개 사업장에서 1,600여 명의 직원을 고용하고 있으며, 그 중 600명 이상이 암호화 기술자로서 단일 기업으로서는 최대 규모이다. 이러한 전문성의 결과 세이프넷은 약 100개에 이르는 독특한 특허를 보유하고 있으며 전 세계 100여개 국가에서 5,000개 이상의 기업체 고객을 지원하고 있다. Bank of America, 미국 국방부 및 국토안보부, 어도비, 삼성, 텍사스 인스트루먼트, 지멘스, 메드스타, 유니시스, 시카고 베어스, 다트머스대 등 다양한 산업계의 선도 기업들을 포함하는 100여 개 국가의 25,000여 고객이 세이프넷의 지원 하에 보안 문제를 처리하고 있다.

## 연혁
- 1983: Industrial Resource Engineering(IRE) 설립.
- 1987: IRE, Information Resource Engineering으로 명칭 변경
- 1989: IRE's IPO 4백만달러로 성장
- 1989: IRE Nasdaq상장
- 1994: IRE ,Connective Strategies, Inc.인수
- 1995: IRE, 세이프넷으로 명칭한 첫 번째 VPN시스템 출시
- 1996: IRE VPN 제품으로 수상 후, 공식명칭을 SafeNet, Inc.으로 변경
- 2002: 세이프넷, Securealink인수
- 20032월: 세이프넷, Cylink와 Raqia Networks 인수
- 200310월: 세이프넷SSH Communications Security사업의 OEM 인수[4]
- 2004 4월: 세이프넷, Rainbow Technologies인수
- 2004 12월: 세이프넷,Datakey, Inc인수
- 2005 4월: 세이프넷, DMDSecure B.V.인수
- 2005 6월: 세이프넷 , MediaSentry인수
- 2005 12월: 세이프넷, Eracom Technologies AG 인수
- 2007 4월: 사모펀드기업Vector Capital이 $634백만 달러에 매수, 비공개 법인 전환[5]
- 2008 4월: 세이프넷 , Ingrian Networks, Inc.인수
- 20085월: 세이프넷 ,Beep Science AS인수
- 20093월: 세이프넷의 모기업, Vector Capital이 Aladdin Knowledge Systems인수[6]
- 2009 4월: 세이프넷,MediaSentry를 ArtistDirect에 매각
- 200912월: 세이프넷 ,Assured Decisions, LLC 인수[7]

## Aladdin Knowledge Systems
2009년, '벡터 캐피탈'Vector Capital이 이스라엘 보안 전문기업 '알라딘 놀리지 시스템즈'Aladdin Knowledge Systems를 인수함에 따라 알라딘에 대한 공동 경영권을 확보했다. 2010년,세이프넷과 알라딘 두 회사는 공식적으로 결합되었다.

## 제품
- 보안 소프트웨어 제품군
  - Sentinel HASP®: - 소프트웨어 불법복제방지를 위한 보안 솔루션
  - Sentinel® RMS: - 기업용 소프트웨어 라이센싱 보안 솔루션
  - Sentinel® EMS: - 웹기반의 소프트웨어 라이센스와 권한부여 관리 솔루션
  - Sentinel® Cloud 서비스: - SaaS 애플리케이션을 위한 통합 관리 솔루션

- 기업용 데이터 보안 제품군
  - DataSecure: - 기업용 DB 암호화 및 제어 솔루션
  - HSM: - 하드웨어 기반 키 관리(키 생성, 전자서명, 키 저장 및 백업 등) 솔루션
  - eToken: - 인증 및 접근 제어 솔루션(인증서 기반, OTP, 전자서명, 하이브리드용)
  - ProtectV: - 가상, 클라우드 환경 데이터 암호 솔루션(AWE EC2, VPC, VMware)
  - KeySecure: - 암호화 및 데이터 보호 키 관리 솔루션
  - StorageSecure: - 네트워크 스토리지 암호화 솔루션
  - SAS(SafeNet Authentication Service): - 클라우드 기반의 Authentication as a Service